# Веверс, Хайнц
Хайнц Веверс (нем. Heinz Wewers; 27 июля 1927, Гладбек, Вестфалия — 29 августа 2008, Эссен, Северный Рейн-Вестфалия) — немецкий футболист, защитник. Выступал за сборную ФРГ.

## Клубная карьера
Родился 27 июля 1927 года в городе Гладбекк, земля Северная Рейн-Вестфалия. Выступал в составе любительского клуба «Борбек». В 1949 году стал игроком «Рот-Вайсс Эссен». При тренере Карле Хомане вышел на поле во всех 30 матчах дебютного сезона. В 1950, 1952 и 1955 годах становился финалистом Кубка Германии. В финале следующего розыгрыша, Веверс впервые стал обладателем национального кубка, в финале был обыгран «Алеманния Ахен». В 1955 году после ухода из клуба Аугуста Готтшалька, получил капитанскую повязку.
После завершения карьеры вместе с женой управлял рестораном на главной трибуне стадиона Рот-Вайсс, затем супруги управляли баром в Борбеке. Сын — Хайнц Веверс-младший, воспитанник «Рот-Вайсс Эссен», выступал за «Рот-Вайсс Оберхаузен» и «Мюльхайм» в Региональной лиге «Север».

## Международная карьера
23 декабря 1951 года в товарищеском матче против сборной Люксембурга Хайнц дебютировал в состав сборной Германии. 23 декабря 1956 года в поединке против сборной Бельгии отметился первым голом в составе национальной сборной.
В 1958 году в составе сборной ФРГ Веверс был включён в заявку для участия в матчах чемпионата мира в Швеции. На турнире он сыграл в матче за третье место против сборной Франции.
| Матчи Веверса за сборную ФРГ | Матчи Веверса за сборную ФРГ | Матчи Веверса за сборную ФРГ | Матчи Веверса за сборную ФРГ | Матчи Веверса за сборную ФРГ | Матчи Веверса за сборную ФРГ |
| ---------------------------- | ---------------------------- | ---------------------------- | ---------------------------- | ---------------------------- | ---------------------------- |
| №                            | Дата                         | Соперник                     | Счёт                         | Голы                         | Соревнование                 |
| 1                            | 23 декабря 1951              | Люксембург                   | 4:1                          | —                            | товарищеский матч            |
| 2                            | 26 мая 1956                  | Англия                       | 1:3                          | —                            | товарищеский матч            |
| 3                            | 13 июня 1956                 | Норвегия                     | 3:1                          | —                            | товарищеский матч            |
| 4                            | 30 июня 1956                 | Швеция                       | 2:2                          | —                            | товарищеский матч            |
| 5                            | 25 ноября 1956               | Ирландия                     | 0:3                          | —                            | товарищеский матч            |
| 6                            | 23 декабря 1956              | Бельгия                      | 4:1                          | 82′                          | товарищеский матч            |
| 7                            | 10 марта 1957                | Австрия                      | 3:2                          | —                            | товарищеский матч            |
| 8                            | 3 апреля 1957                | Нидерланды                   | 2:1                          | —                            | товарищеский матч            |
| 9                            | 22 мая 1957                  | Шотландия                    | 1:3                          | —                            | товарищеский матч            |
| 10                           | 22 декабря 1957              | Венгрия                      | 1:0                          | —                            | товарищеский матч            |
| 11                           | 2 марта 1958                 | Бельгия                      | 4:1                          | −                            | товарищеский матч            |
| 12                           | 28 июня 1958                 | Франция                      | 3:6                          | −                            | ЧМ 1958                      |

## Достижения
«Рот-Вайсс Эссен»
- Обладатель Кубка Германии: 1952/1953